# (200367) 2000 QZ50
(200367) 2000 QZ50 es un asteroide perteneciente al cinturón de asteroides descubierto el 24 de agosto de 2000 por el equipo del Lincoln Near-Earth Asteroid Research desde el Laboratorio Lincoln, Socorro, Nuevo México, Estados Unidos.

## Designación y nombre
Designado provisionalmente como 2000 QZ50.

## Características orbitales
2000 QZ50 está situado a una distancia media del Sol de 2,381 ua, pudiendo alejarse hasta 2,723 ua y acercarse hasta 2,038 ua. Su excentricidad es 0,143 y la inclinación orbital 5,311 grados. Emplea 1342,24 días en completar una órbita alrededor del Sol.

## Características físicas
La magnitud absoluta de 2000 QZ50 es 16. 